# W&W
W&W é uma dupla holandesa de DJs e produtores musicais formada por Willem van Hanegem Jr. e Wardt van der Harst. Eles iniciaram suas carreiras produzindo música trance, antes de explorar o big room house e outros estilos de EDM.
Após cinco anos produzindo trance, W&W fundaram seu próprio selo musical, Mainstage Music, e começaram a atuar na cena de big room house. O grande destaque comercial veio com o lançamento de "Bigfoot" em 2014. Em 2017, retornaram ao estilo original de trance com o projeto NWYR (pronunciado como "new year"). No final de 2018, o selo Mainstage foi renomeado para Rave Culture, ampliando o foco para uma maior diversidade de gêneros musicais.

## Integrantes
- Willem van Hanegem, nascido em 25 de junho de 1988[2] em Breda, Países Baixos, revelou que seu entusiasmo pelo trance surgiu aos 11 anos, ao ouvir diversas compilações musicais. Aos 14 anos, começou a atuar como DJ e, dois anos depois, a produzir suas próprias músicas.[carece de fontes?]
- Ward van der Harst, nascido em 26 de dezembro de 1988[3] em Dongen, Países Baixos, também iniciou sua trajetória musical aos 14 anos. Ele produzia suas próprias faixas com equipamentos simples e, aos 17 anos, conseguiu seus primeiros contratos de gravação, incluindo com o selo Armada Music, de Armin van Buuren.[carece de fontes?]

## Discografia

### Álbuns de estúdio
| Título | Detalhe do álbum                                                                          |
| ------ | ----------------------------------------------------------------------------------------- |
| Impact | - Lançamento: 23 de setembro de 2011 - Gravadora: Armada - Formatos: CD, digital download |